# Mlynčeky
Mlynčeky (německy Mühlerchen, maďarsky Tátraháza) jsou obcí ve slovenském okrese Kežmarok. Od okresního města je vzdálena asi šest kilometrů.
V obci je římskokatolický kostel svatého Jana Křtitele z roku 1968.

## Historie
Prvními objekty ve zdejším území byly mlýny a hostinec, vybudované během sedmnáctého století. Následně do obce přesídlilo několik rodin původem ze Ždiaru, kterým se v té době vraceli muži ze Spojených států amerických, kde si vydělávali na živobytí. Tyto rodiny hledaly volný kus půdy, na němž by mohly hospodařit. Gustáv Szelenyi, majitel zdejšího mlýna, jim několik takových pozemků poskytl a příchozí se na nich usadili. Tím se obec začala rozvíjet. Později se stala městskou částí blízkého Kežmarku. Od něj se ale roku 1956 osamostatnila.
Obec je známá svým turistickým ruchem a bohatými možnostmi ubytování. Je též rodištěm Ruženy Morongové, odbornice na stavební mechaniku.